# 屈臣 (足球員)
屈臣（Trevor Watson，1938年9月26日—），英國裔，香港退役足球運動員，司職翼鋒。是港隊加入 FIFA 後史上唯一一位軍人代表。

## 足球生涯
屈臣在 58/59 球季效力乙組的小柴灣 (空軍二隊) ，並取得升班資格，故被選為出席當年默迪卡盃的港隊成員之一。
屈臣服完兵役後，返回英國，有報章曾指他效力英格蘭甲組球隊。